# Lista de matadores mortos na arena
Esta lista contém os matadores de toiros mortos na arena de que há registo histórico.

## Matadores mortos na arena
| Matador                                             | Data                    | Ganadaria                                   | Praça                        | Descrição |
| --------------------------------------------------- | ----------------------- | ------------------------------------------- | ---------------------------- | --- |
| Juan de Arana                                       | 1710                    |                                             | El Puerto de Santa Maria     | O 1.º matador morto na arena de que há registo histórico. |
| Machete                                             | 1754                    |                                             | Saragoça                     | Colhido quando entrava a matar, ficado preso por largos segundos até cair inerte na arena. |
| José Cândido                                        | 23 de Junho de 1771     |                                             | El Puerto de Santa Maria     | Resvalou e caiu na arena, ficando inanimado após traumatismo craniano, sendo colhido pelo toiro.                                                                                                 |
| Juan Gaspar Romero Martínez                         | 16 de Setembro de 1773  |                                             | Salamanca                    | Morreu colhido por um toiro numa corrida em que alternava com seu pai e irmão. |
| El Indio, Mariano Ceballos (30 anos)                | 1780                    |                                             | Tudela                       | Toureiro a pé e a cavalo. Morreu quando toureava a cavalo, por queda da montada. |
| El Judío (Jaime Aramburu)                           | 16 de Outubro de 1786   | D. Francisco Javier de Guendulain           | Pamplona                     | Colhido durante a faena de muleta. |
| Pepe-Hillo (José Delgado)                           | 11 de Maio de 1801      | Toiro Barbudo de Briceño                    | Madrid                       | Colhido quando entrava a matar, ficando preso até cair na arena. |
| Perucho (Francisco García)                          | 8 de Junho de 1801      | Toiro Barbero de Juan José Bécquer          | Granada                      | |
| Antonio Romero Martínez (39 anos)                   | 5 de Maio de 1802       | Toiro Ollero do Marquês de Tous             | Granada                      | Colhido quando entrava a matar recebendo o toiro. |
| Juan Franco (32 anos)                               | 1818                    |                                             | Lima                         | |
| Curro Guillén, Francisco Herrera Rodríguez          | 21 de Maio de 1820      |                                             | Ronda                        | Colhido contra as tábuas. |
| Barquero, Jerónimo Cruz (40 anos)                   | 8 de Abril de 1822      |                                             | Mazatlán                     | Colhido contra as tábuas. |
| Sebastián García                                    | 1825                    |                                             | Quinta de la Loma            | |
| Manuel Parra (32 anos)                              | 20 de Novembro de 1829  | Toiro Melenito de José Manzanilla           | Madrid                       | Colhido contra as tábuas. |
| Rigores, Roque Miranda (43 anos)                    | 11 de Fevereiro de 1843 | Toiro Bravío do Duque de Veragua            | Madrid                       | Colhido contra as tábuas quando entrava a matar. |
| Panchón, Francisco González Díaz (58 anos)          | 8 de Março de 1843      | Toiro Bragao do Marquês de Guadalcázar      | Córdoba                      | O mesmo toiro colheu o picador, o bandarilheiro e o matador, neste último caso de forma fatal.                                                                                                   |
| Mosquita, José Díaz                                 | 28 de Junho de 1845     |                                             | Havana                       | |
| Colilla, Antonio Calzadilla                         | 25 de Agosto de 1845    | Aniceto Álvaro                              | Saint Guiller                | |
| José de los Santos                                  | 31 de Outubro de 1847   |                                             | Valência                     | Morreu quando acidentalmente se lhe cravou o estoque numa perna. |
| Paquiro, Francisco Montes y Reina (46 anos)         | 21 de Julho de 1850     | Toiro Jardinero de Manuel de la Torre Sauri | Madrid                       | Colhido durante a faena de muleta. Morreu a 4 de Abril de 1851. |
| Barragán, Isidro Llanos (40 anos)                   | 4 de Março de 1851      | Toiro Jardinero de Dámaso González          | Madrid                       | Colhido durante a faena de muleta. Morreu a 4 de Abril de 1851. |
| El Cano, Manuel Jiménez Meléndez (38 anos)          | 12 de Julho de 1852     | Toiro Pavito do Duque de Veragua            | Madrid                       | Colhido quando entrava a matar. Morreu a 23 de Julho de 1852. |
| Pedro Párraga (40 anos)                             | 12 de Outubro de 1859   | Joaquín Zalduendo                           | Toro                         | Colhido quando fazia um quite para salvar um bandarilheiro caído na arena. Morreu a 15 de Outubro de 1859.                                                                                       |
| Pepete, José Dámaso Rodríguez y Rodríguez (38 anos) | 20 de Abril de 1862     | Toiro Jocinero de Miura                     | Madrid                       | Colhido quando fazia um quite para salvar um picador caído na arena. |
| El Huevatero, Joaquím Gil (37 anos)                 | 26 de Outubro de 1862   | Toiro Caimán de Juan Piñero                 | Saragoça                     | |
| Agustín Perera Pérez (33 anos)                      | 5 de Junho de 1870      | Toiro Girón de Fernando Gutiérrez           | Palência                     | Colhido durante a sorte suprema. Morreu 5 dias depois no hospital. |
| José María Ponce y Albiñana (42 anos)               | 14 de Julho de 1872     | Bujama                                      | Lima                         | Colhido durante a faena de muleta. Morreu 5 dias depois no hospital. |
| Juan Cuervo Paso (56 anos)                          | 24 de Setembro de 1883  | Albañil Negro                               | Albuquerque                  | Colhido durante a sorte suprema. Morreu passados 5 dias. |
| Bernardo Gabiño Rueda (73 anos)                     | 31 de Janeiro de 1886   | Toiro Chicharrón de Ayala                   | Texcoco                      | Foi colhido pelas costas. Morreu a 11 de Fevereiro. |
| Punteret, Joaquín Sanz Almenar (34 anos)            | 26 de Fevereiro de 1888 | Toiro Cocinero de Filipe Victoria           | Montevideo                   | Colhido quando bandarilhava o toiro em sorte de cadeira. Morreu passados 2 dias. |
| Bebe, Rafael Sánchez                                | 5 de Agosto de 1888     | Toiro Cimbareto                             | Cartagena                    | Colhido quando toureava de joelhos. |
| Bocanegra, Manuel Fuentes Bejarano (52 anos)        | 20 de Junho de 1889     | Toiro Hormigón de Agustín Hernández         | Baeza                        | Ao fazer um quite foi perseguido pelo toiro e acabou colhido antes de conseguir entrar no burladero. Morreu no dia seguinte.                                                                     |
| El Espartero, Manuel García y Cuesta (29 anos)      | 27 de Maio de 1894      | Toiro Perdigón de Miura                     | Madrid                       | Previamente volteado durante a faena, foi colhido mortalmente durante a sorte suprema. |
| Fabrilo, Juan Gómez de Lesaca y García (30 anos)    | 27 de Maio de 1897      | Toiro Lengüeto de José Manuel de la Cámara  | Valência                     | Colhido quando bandarilhava o toiro. Morreu passados 3 dias. |
| Ecijano, Juan Jiménez Ripoll (40 anos)              | 18 de Outubro de 1898   | Hacienda de Santa Lucía                     | Durango                      | Quando toureava de muleta sofreu um ataque peritoneal derivado de uma cornada sofrida no ano anterior.                                                                                           |
| Juan Orellana Medina (30 anos)                      | 31 de Agosto de 1899    |                                             | Baños de Montemayor, Cáceres | Tendo o toiro logrado sair da arena, rabejou o toiro num acto heróico que salvou dezenas de espectadores, tendo conseguido trazer o toiro de volta à arena, onde caiu e foi colhido mortalmente. |
| Pepete II, José Rodríguez Davie (32 anos)           | 12 de Setembro de 1899  | Toiro Cantinero de Zalduendo                | Fitero, Navarra              | Colhido durante um quite. Morreu no dia seguinte. |

José Redondo